# Amazona guatemalae
Amazona guatemalae es una especie de ave que integra el género Amazona. Este psitácido habita en zonas selváticas de Centroamérica.

## Distribución
Este taxón habita en selvas de la vertiente atlántica desde el sudeste de México, Belice, norte de Guatemala y de Honduras y este de Nicaragua, y en ambas vertientes en Costa Rica y el oeste de Panamá.

## Taxonomía
Este taxón fue descrito originalmente en el año 1860 por el abogado y zoólogo británico Philip Lutley Sclater.
Durante décadas las poblaciones que lo integran fueron tratadas de manera subespecífica dentro de la especie A. farinosa. Sobre la base de un estudio genético del año 2012 pasaron a ser consideradas una especie plena.
Subespecies
Se subdivide en 2 subespecies:
- Amazona guatemalae guatemalae en la costa del Caribe desde el sudeste de México hasta el noroeste de Honduras.
- Amazona guatemalae virenticeps Desde Honduras (valle Sula) hasta el oeste de Panamá.

## Estado de conservación
En la Lista Roja elaborada por la Unión Internacional para la Conservación de la Naturaleza (UICN) este taxón es categorizado como “casi amenazado”.